# Henin Crucifix Cemetery
Henin Crucifix Cemetery is een Britse militaire begraafplaats met gesneuvelden uit de Eerste Wereldoorlog en ligt in de Franse gemeente Hénin-sur-Cojeul (departement Pas-de-Calais). De begraafplaats werd ontworpen door George Goldsmith en wordt onderhouden door de Commonwealth War Graves Commission. Ze ligt aan de Rue René Edouard, 350 m ten noorden van het dorpscentrum (Église Saint-Vaast) en heeft een rechthoekig grondplan met een oppervlakte van 365 m². Aan drie zijden wordt ze omsloten door een ruwe natuurstenen muur. Wegens de iets hogere ligging van het terrein wordt aan de straatzijde de begraafplaats afgebakend door een muurtje tot aan het loopniveau. Centraal aan deze zijde bevindt zich de open toegang die met het Cross of Sacrifice een geheel vormt en bestaat uit een gedeelde trap met acht treden links en rechts van het Cross. 
Er liggen 61 slachtoffers begraven die in een rij langs de oostelijke zijde zijn bijgezet.  

## Geschiedenis
Henin-sur-Cojeul werd op 2 april 1917 door Britse troepen veroverd maar kwam in maart 1918 na hardnekkig verzet van de 40th Division in Duitse handen. Het dorp werd op 24 augustus daaropvolgend door de 52nd (Lowland) Division heroverd.
De begraafplaats werd na de inname van het dorp in 1917 aangelegd door eenheden van de 30th Division en is genoemd naar een calvariekruis dat aan de overkant van de weg staat. 
Op de begraafplaats liggen 61 Britten begraven waaronder twee niet geïdentificeerde. Acht slachtoffers worden met Special Memorials herdacht omdat hun graven tijdens latere gevechten vernield werden.

### Onderscheiden militair
- Austin Butt, sergeant bij het Machine Gun Corps (Infantry) werd onderscheiden met de Military Medal (MM).